# Веллингтон (ЮАР)
Веллингтон (англ. Wellington) — город в Западно-Капской провинции ЮАР, в 75 км от Кейптауна по шоссе N1. Фактически входит в городскую агломерацию города Парл, который расположен в 10 км к северу от него.
В городе имеется профессиональная команда регби «Боланд Кавальерс», Технологический университет Капского полуострова, Гугенотский колледж и несколько школ.

## Этимология
Первоначально стал известен как Limiet Valley, а после переселения французских гугенотов Val du Charron or Wagenmakersvallei. После официального основания города, по предложению Жоржа Напье был переименован в честь британского полководца Артура Уэлсли Веллингтона.